# Iglesia de Nuestra Señora del Perpetuo Socorro (Petrozavodsk)
La Iglesia de Nuestra Señora del Perpetuo Socorro (en ruso: Храм Божией Матери Неустанной Помощи) es una iglesia católica en la ciudad de Petrozavodsk, perteneciente a la archidiócesis de la Madre de Dios en Moscú, Rusia. Se encuentra en el 11 de la avenida Lenin, la  principal de la ciudad.

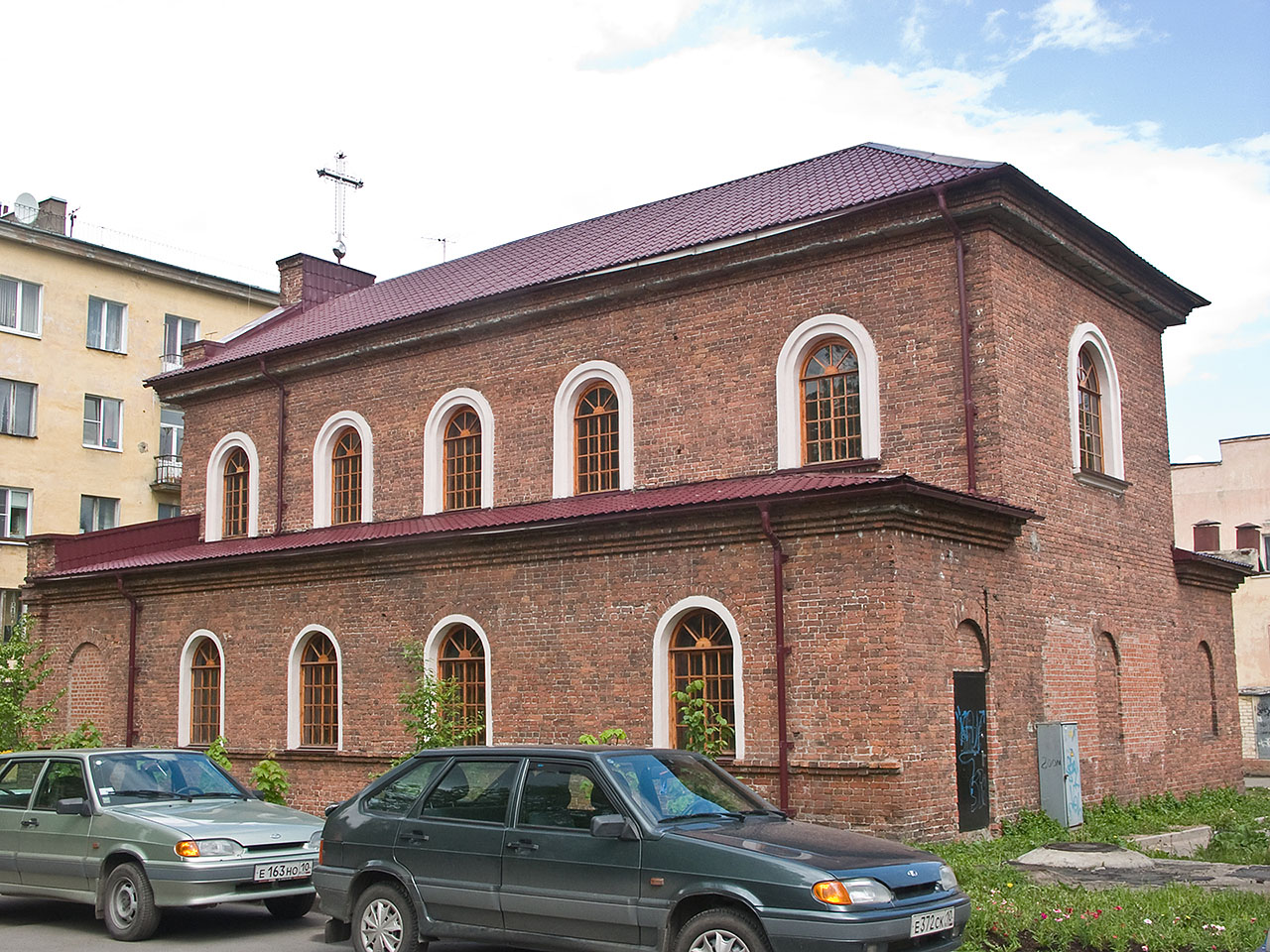
Vista del templo en 2008

Los católicos en Petrozavodsk lucharon durante mucho tiempo por el derecho a construir una iglesia en la ciudad. Varias peticiones fueron presentadas en 1862, y rechazada hasta 1897, cuando el número de católicos en Petrozavodsk llegó en este período de alrededor de 150 personas.
La construcción de una pequeña iglesia de piedra se inició en 1898 y fue suspendido debido a problemas financieros. El edificio final en la forma de una basílica medieval, se completó en 1904 y fue consagrado el mismo año que la capilla. El órgano fue construido en el año 1906. En 1910, el edificio fue dedicado a la Virgen María.
La iglesia fue cerrada en 1927 y sus bienes incautados por los comunistas. Entre 1930 y 1961 fue ocupada por varias agencias, un club de vuelo, una casa de la cultura, y, finalmente, por el Sindicato de Compositores.
Tras la caída del comunismo la iglesia fue autorizada otra vez,  Durante un tiempo la iglesia compartió el espacio conjuntamente con la Unión de Compositores  y sólo fue entregada a la comunidad católica a partir de 2003.
Finalmente, el 4 de septiembre de 2005, un siglo después de su primera consagración, la iglesia fue consagrada de nuevo por el arzobispo Tadeusz Kondrusiewicz  Las misas se celebran en ruso y polaco.